# Bahía Prydz

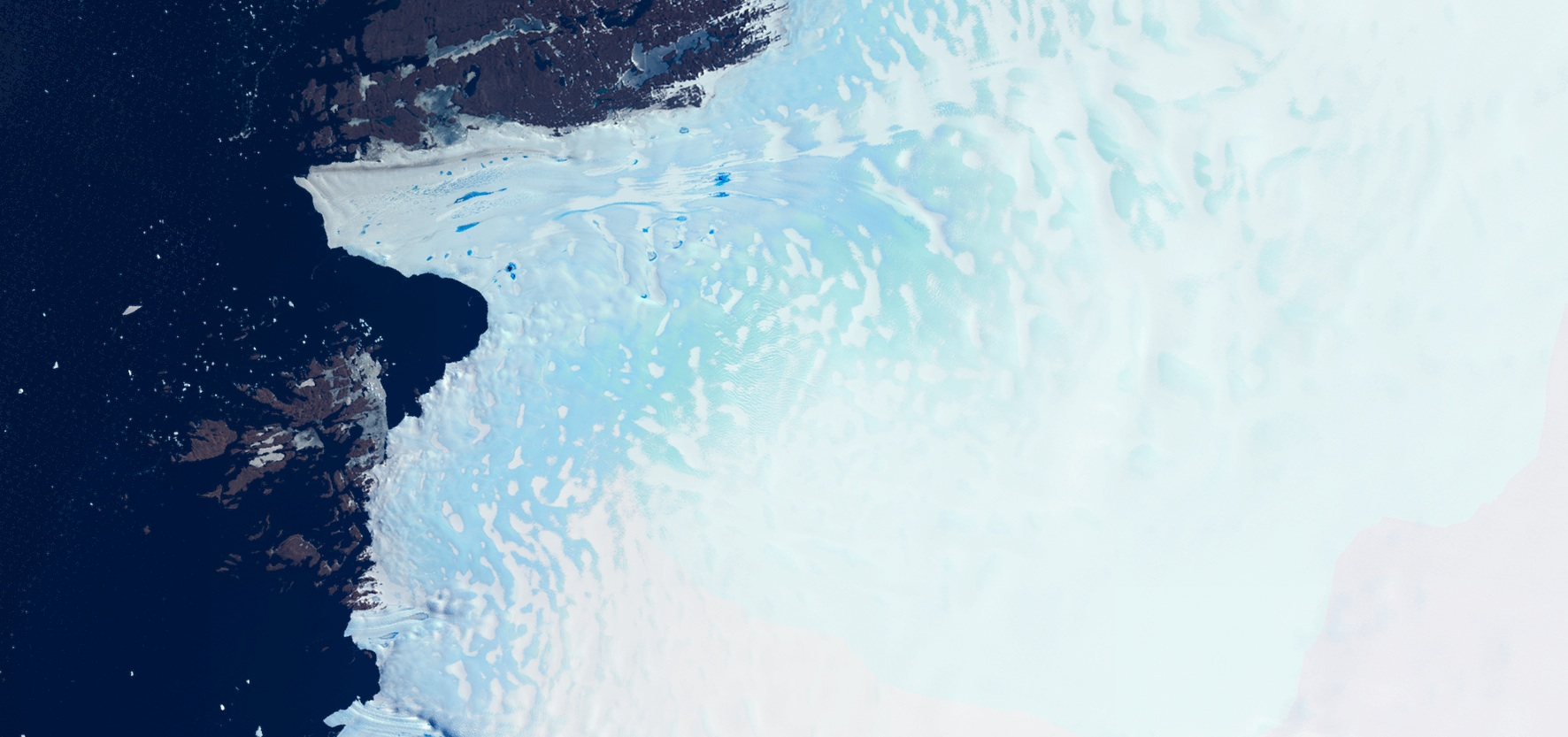
Bahía Prydz.

La bahía Prydz (en noruego: Olaf Prydz bukt) es una bahía situada en la Antártida, entre las costas de Lars e Ingrid Christensen. Es el extremo aguas abajo de un enorme sistema de drenaje glacial que empieza en el interior de la Antártida Oriental. El glaciar Lambert fluye desde la fosa Lambert hacia la barrera de hielo Amery, al sudoeste de la bahía Prydz. Otros glaciares importantes drenan en el extremo sur de la barrera de hielo Amery a 73° S, donde la parte marina del sistema empieza en la zona moderna de tierra. La barrera Amery se extiende unos 550 km al norte de la zona de tierra del glaciar Lambert y ocupa un valle de entre 80 y 200 km de ancho. No se conocen bien en detalle las profundidades del lecho bajo la barrera Amery, pero se sabe que llega en torno a los 2500 m por debajo del nivel del mar cerca de la zona de tierra. La barrera Amery ocupa un amplio valle en forma de U con nunataks expuestos a lo largo de los flancos que llegan a 1500 m de altitud y un relieve total de hasta 3000 m.
Mar adentro desde la barrera de hielo Amery, la bahía Prydz muestra una batimetría típica de márgenes glaciares con aguas más profundas cerca de la costa y una amplia cuenca topográfica, la depresión Amery, a 700 m de profundidad a lo largo del frente de la barrera Amery.

## Historia
En enero y febrero de 1931, balleneros noruegos y la expedición británico-australiano-neozelandesa (BANZARE) avistaron partes de la bahía. En febrero de 1935, fue explorada por el ballenero noruego Klarius Mikkelsen a bordo del Thorshavn, y fue profusamente cartografiada a partir de fotografías aéreas tomadas por la expedición de Lars Christensen de 1936-1937. La bahía fue nombrada en honor a Olaf Prydz, director general del Hvalfangernes Assuranceforening en Sandefjord (Noruega).

## Bases de investigación
La base australiana Davis, la rusa Progrés, la rumana Law-Racoviță y la china Zhongshan se encuentran en la bahía Prydz en el oasis de las colinas Larsemann.